# La Guérinière
La Guérinière – miejscowość i gmina we Francji, w regionie Kraj Loary, w departamencie Wandea.
Według danych na rok 1990 gminę zamieszkiwały 1402 osoby, a gęstość zaludnienia wynosiła 179 osób/km² (wśród 1504 gmin Kraju Loary La Guérinière plasuje się na 430. miejscu pod względem liczby ludności, natomiast pod względem powierzchni na miejscu 1093.).